# Татяна Бек
Татяна Александровна Бек (на руски: Татья́на Алекса́ндровна Бек) е руски поет, преводач и литературовед.

## Биография
Тя е родена на 21 април 1949 г. в семейството на известния руски писател Александър Бек. Завършила е Факултета по журналистика на Московския университет. Работила е като библиотекар, като редактор в сп. „Въпроси на литературата“. Автор е на литературоведски изследвания и критически статии, един от изтъкнатите преводачи на скандинавска поезия.

## Творчество
Публикува като поет и критик в „Литературная газета“, в списанията „Знамя“, „НМ“, „Октябрь“, „Арион“, в алмансите „Апрель“ и „Конец века“. Водещ редактор е на поредицата „Самые мои стихи“ в издателство „Слово“. Съставителка е на сборника: „Акме. Антология на акмеизма“ (1997). Нейни стихове са преведени на български, грузински, италиански, немски, полски, шведски, датски и др. езици.
Голямо място в творчеството на Татяна Бек заема критиката и литературознанието. От 1975 г. тя е член на редколегията и наблюдател на сп. „Вопросы литературы“. В сферата на литературоведските и́ интереси са съвременната литература и литературата на „Сребърния век“. В продължение на дълги години тя води поетически семинар в Литературния институт „Максим Горки“.
Нейната проза също се радва на голям успех сред читателите – особено мемоарите и́ за Арсений Тарковски, спомените и́ за Йосиф Бродски, Борис Слуцки и Давид Самойлов – впечатляващи произведения за руското словесно изкуство и в частност за сложните реплики между класическата традиция и авангарда в поезията на ХХ век.
В продължение на много години Татяна Бек записва разговори със своите любими учители и съмишленици (почти като Екерман), създавайки безпрецедентна хроника на литературния живот в шумното творческо ателие. Обширните ѝ беседи с такива майстори на словото като Наум Коржавин, Владимир Корнилов, Хенрих Сапгир, Дмитрий Сухарев, Евгений Рейн и др. превръщат нейната белетристична хроника в остро полемичен документ на времето и литературната епоха.
Както казват нейните учители, колеги и ученици, поет като Татяна Бек никога ни би провъзгласявала: „Живяхме във велико време“. Пределно честният и́ поглед и́ позволява не само да разкаже за своето поколение, но и да свърже личното с общото, да впише историята на поколението в общата история: „Аз в света съм единствена. Но в света няма отделни съдби“.
Един от литературните критици на поколението, Алла Марченко, справедливо отбелязва: „От всички нас единствено на Татяна Бек се удава почти невъзможното – от свое име да изпее заради всички нас онова, за което нямаме глас: обикновения ужас на обикновения живот… И заедно с това – да съхрани и речта, и гласа, и словото, и походката на стиха“. А известният литературен критик Лев Анински пише за поетиката на Т. Бек: "Терзанията на пленения дух – това е главният нерв на тази поезия, невидимите и́ сълзи за света, нейната фатална тема… Понякога ти се струва, че тук духът спори с материята: духът се устремява нанякъде, материята не го пуска. Оттук и едва забележимото „треперене“ на интонациите зад железните стихотворни ритми. И безпричинните сълзи, сменящи се от неочакван смях. И абсурдът, превръщащ се в част от логиката"…
Ето как самата Татяна Бек схваща задачата си на творец: "Действително, това, което е прекрасно, грандиозно в нашето време, великите личности, силните характери – всичко ще бъде възпято и без мен. А мен, това може би също идва от детството, ме привличат чудаците – хората, които са безкрайно добри и може би по-хуманни от онези – големите – но докрай не могат да изразят себе си. Едва когато осмислих всичко това, ми направи впечатление, че съм написала много стихотворения за старци и старици, за неудачници, някак подсъзнателно съм се стремяла към тях… Мисля, че това е моят малък дълг – да покажа скритото „прекрасно“. Винаги ме е привличала несиметричната красота, тя ме е трогвала и тя ми е по-интересна, по-достойна за поетическите ми усилия".
Продължителка на руската класическа традиция, Татяна Бек търси в творбите си най-прекия път от ума и сърцето до словото. Но това, както е известно, е изключително трудно и се удава на малцина. Тя притежава дарбата да вижда ясно и да мисли обемно. Като прибавим и определената социална насоченост на художественото отражение при нея, подчинено на конкретна и ярка образност и съчетано с необикновена простота на поетичния изказ, ще добием представа за въздействието на нейните стихове.
На български избрани стихотворения на Татяна Бек са преведени от Светлозар Жеков („Кръглолика земя“, „Народна култура“, 1987; „Арсений Тарковски и други руски поети“, „Нов Златорог“ 2007).

### Поезия
- „Скворешники“ (М.: Молодая гвардия, 1974)
- „Снегирь“ (М.: Советский писатель, 1980)
- „Замысел“ (М.: Советский писатель, 1987)
- „Смешанный лес“ (М.: ИВФ „Антал“. 1993)
- „Облака сквозь деревья“ (М.: Глагол. 1997)
- „Узор из трещин“ (М.: ИК „Аналитика“. 2002)
- „Сага с помарками“, (2004)

### Литературна критика
- Татьяна Бек. До свидания, алфавит. Б.С.Г.-ПРЕСС, М., 2003. (Литературна критика, есеистика и „беседи“, автобиографични скици и мемоари)
- Татьяна Бек. Она и о ней: Стихи, беседы, эссе. Воспоминания о Т. Бек. Б.С.Г.-ПРЕСС, М., 2005. (Тази книга е издадена в памет на Татяна Бек. В нея са публикувани последните и стихотворения, разговорите и́ с известни дейци на културата, есета. Мемоарната част включва спомени за Татяна Бек на нейни приятели, главно литератори.)